# مارثا مكسالي
مارثا إليزابيث مكسالي (بالإنجليزية: Martha Elizabeth McSally) هي سياسية أمريكية وطيارة عسكرية سابقة من الحزب الجمهوري ولدت في يوم 22 مارس 1966 في مدينة وارويك في ولاية رود آيلاند. تشغل حالياً منصب عضوة في مجلس الشيوخ الأمريكي منذ سنة 2019 كممثلة عن ولاية أريزونا. على الرغم من خسارتها في إنتخابات مجلس الشيوخ في سنة 2018 أمام منافستها الديمقراطية كيرستن سنيما إلا أنها فازت بمقعد بمجلس الشيوخ بسبب وفاة ممثلها السابق جون ماكين. هي أول امرأة تقود سرب طائرات في الجبهة أثناء حرب الكويت.